# Маньчжурська операція
Маньчжурська операція була стратегічною наступальною операцією радянських військ та Монгольської військово-революційної армії, здійснювалася протягом 9 серпня — 2 вересня 1945 року; є складовою радянсько-японської війни. Перед радянськими силами ставилося завдання розгромити Квантунську армію та зайняти Маньчжурію й північну Корею з метою усунення військово-економічної бази Японії на Азійському континенті.

## Дислокація сил

### Японія
До початку операції на території Маньчжурської держави та північної Кореї було зосереджено велике угрупування японських, маньчжурських та менцзянських збройних сил. Основу складала Квантунська армія (керував генерал Отодзо Ямада) — 1-й, 3-й та 17-й фронти й 4-та армія — загалом 31 дивізія, 11 піхотних й 2 танкові бригади, бригада камікадзе та окремі частини. Прикриття з повітря здійснювали 1-ша й 5-та повітряні армії; на річкових водах — Сунгарійська річкова флотилія. Командуючому Квантунською армією також підпорядковувалися Маньчжурська імператорська армія: 2 піхотні й 2 кавалерійські дивізії, 12 піхотних бригад та 4 окремих кавалерійських полки — і Національна армія Менцзяну: 4 піхотні дивізії; також Суйюаньська армійська група — 5 кавалерійських дивізій і 2 кавалерійські бригади. Загалом нараховувалося понад 1.4 млн військовиків, 6260 гармат й мінометів, 1900 літаків, 1155 танків, 25 кораблів. Третина військових сил дислокувалася в прикордонній зоні, головні сили — в центральних землях Маньчжурської держави. 17 укріпрайонів розташовувалися на кордонах з СРСР й МНР.

### СРСР
Протягом травня — початку серпня радянське керівництво перекидає на Далекий Схід війська, що вивільнилися в Європі — понад 400 тисяч військовиків, 7100 гармат й мінометів, 2100 танків і САУ та інше. Спільно з дислокованими на Далекому Сході частинами перегруповані радянські частини склали 3 фронти:
- Забайкальський фронт
  - 17-та армія
  - 36-та армія
  - 39-та армія в Китаї
  - 53-тя армія
  - 6-та гвардійська танкова армія
  - кінно-механізована група радянсько-монгольських військ
- 1-й Далекосхідний фронт
  - 1-ша Червонопрапорна армія
  - 5-та загальновійськова армія
  - 25-та армія
  - 35-та армія
  - Чугуївська оперативна група
  - 10-й механізований корпус
  - 9-та повітряна армія
  - Приморська армія ППО
- 2-й Далекосхідний фронт
  - 2-га Червонопрапорна армія
  - 15-та армія
  - 16-та армія
  - 5-й окремий стрілецький корпус
  - 10-та повітряна армія
  - Приамурська армія ППО

Всього разом 131 дивізія та 117 бригад — понад 1,5 млн чоловік, більше 27000 гармат й мінометів, над 700 реактивно-мінометних установок, 5250 танків й САУ, 3700 літаків. Сухопутний кордон СРСР прикривав 21 укріплений район; до проведення операції застосовувалися сили Тихоокеанського флоту — близько 165000 вояків, 416 кораблів (з них 2 крейсери, 1 лідер, 12 есмінців, 78 підводних човнів, 1382 бойових літаків, 2550 гармат та мінометів), Амурська воєнна флотилія (12500 вояків, 126 кораблів, 68 бойових літаків, 199 гармат й мінометів), також Прикордонні війська Приморського, Хабаровського та Забайкальського прикордонних округів.
Оперативний задум радянського командування передбачав здійснення двох головних — з території МНР та Приморського краю — і кількох допоміжних ударів по напрямкам, які б сходилися в центрі Маньчжурії, та глибоке охоплення головних сил Квантунської армії, їх розчленування та наступне розбиття по частинах. При цьому планувалося опанувати важливими військово-політичними центрами — Гірин, Шеньян, Харбін, Чанчунь.
Операція здійснювалася фронтом завширшки в 2700 кілометрів, вглиб на 200—800 км, на складному театрі воєнних дій — з пустельно-степовою, гірською, лісисто-болотистою, тайговою місцевістю та великими річками. Складовими є Хінгано-Мукденська, Харбіно-Гіринська та Сунгарійська операції.

## Перебіг бойових дій

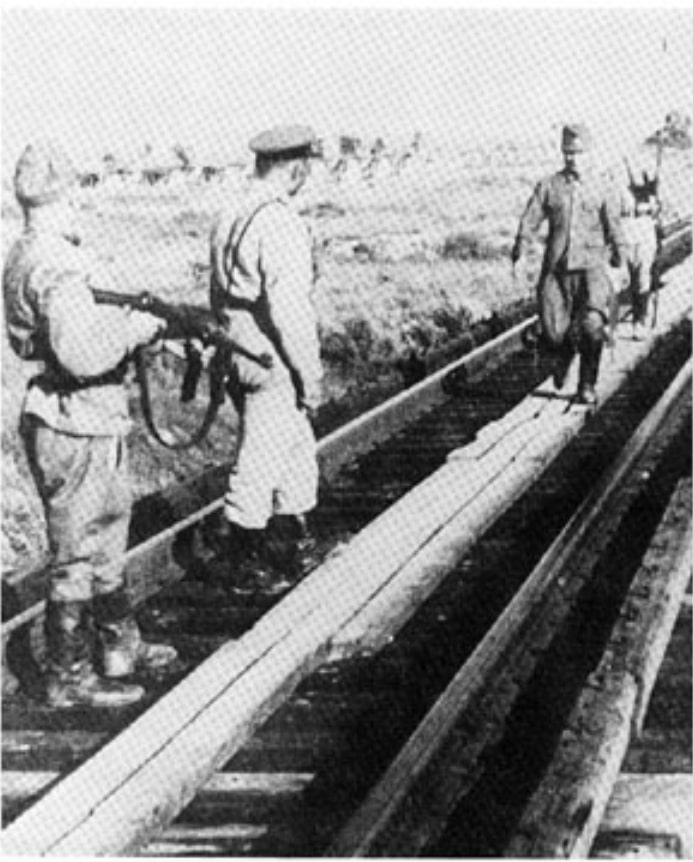
Здача до полону японців

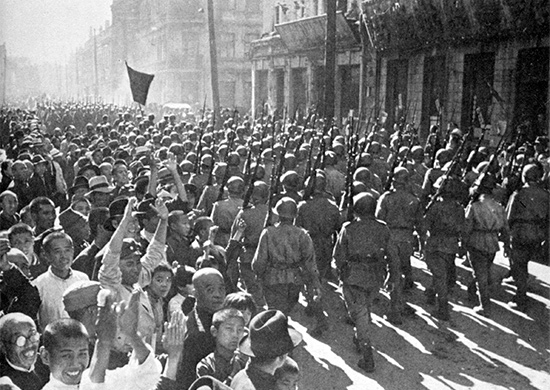
Радянські війська у Харбіні

9 серпня передові та розвідувальні загони 3-х радянських фронтів розпочали наступ. Одночасно авіація здійснювала масовані удари по воєнних об'єктах в Харбіні, Чанчуні та Гірині, по районах зосередження військ, вузлах зв'язку та комунікаціях супротивника в прикордонній смузі. Тихоокеанський флот перетнув комунікації, пов'язуючі Корею й Маньчжурію з Японією та здійснив удари по японських воєнно-морських базах в північній Кореї — Юкі, Расіну та Сейсіну.
Війська Забайкальського фронту наступали з території МНР і Даурії та подолали степи, пустелю Гобі та гірські хребти Великого Хінгану. В часі пересування було розбито калганське, солуньське та хайларське угрупування противника, радянські сили вийшли на підступи до важливих промислових й адміністративних центрів Маньчжурії, відрізано Квантунську армію від японських військ в Північному Китаї та зайняли Чанчунь і Шеньян, після чого продовжили рух в напрямі Даляня та Порт-Артура.
Сили 1-го Далекосхідного фронту рухалися назустріч Забайкальському з Примор'я, зуміли прорвати смугу прикордонних укріплень, відбили поблизу Муданьцзяну сильні контрудари японських військ, зайняли Гірин та Харбін — у співдії з військами 2-го Далекосхідного фронту та спільно із десантами Тихоокеанського флоту й оволоділи портами Юкі, Расін, Сейсін та Гендзан. Після цього радянські сили зайняли північну Корею — північніше 38-ї паралелі, відрізавши японські війська від метрополії.
Сили 2-го Далекосхідного фронту у співдії з Амурською воєнною флотилією форсували річки Амур й Уссурі, подолали довгочасну оборону поблизу Хейхе і Фуцзіня, перетнули гірський хребет Малий Хінґан та у співдії з військами 1-го Далекосхідного фронту зайняли Харбін.
До 20 серпня радянські сили просунулися вглиб північно-східного Китаю із заходу на 400—800 км, зі сходу та півночі на 200—300 км, вийшли на Маньчжурську рівнину, розсікли японські війська на ряд ізольованих угрупувань й завершили їх оточення. До 19 серпня японським військам був доведений указ імператора про капітуляцію (виданий 14 серпня), вони майже повсюдно почали складати зброю. Для прискорення процесу й унеможливлення вивезення чи знищення противником матеріальних цінностей, протягом 18-27 серпня були здійснені повітряні десанти в Харбіні, Шеньяні, Чанчуні, Цзіліні, Люйгуні, Даляні, Пхеньяні та інших містах; також було застосовано мобільні передові загони.

## Воєнні злочини
В ході наступу радянські і китайські війська учиняли вбивства японських колоністів в Маньчжурії, з яких найбільш відомо масове вбивство на залізничній станції поблизу монастиря Гегенмяо (масове вбивство у Гегенмяо).
З іншого боку, на зайнятій радянськими військами території були виявлені свідчення жорстокого поводження японських окупаційних військ з місцевим населенням, в тому числі, лабораторія, де над полоненими ставилися бактеріологічні експерименти (загін 731).

## Наслідки та вшанування
Успішне проведення Маньчжурської операції надало можливість в порівняно короткий термін зайняти південний Сахалін й Курильські острови. Розбиття Квантунської армії та втрата воєнно-економічної бази в північно-східному Китаї і північній Кореї також вплинули на втрату Японією сил й змоги продовжувати війну, що призвело до підписання нею 2 вересня 1945 року акту про капітуляцію.
За бойові заслуги 220 з'єднань і частин отримали почесні найменування «Хінганські», «Амурські», «Уссурійські», «Харбінські», «Мукденські», «Порт-Артурські» та інші. 301 з'єднання і частина нагороджені орденами, 92 воїни вдостоєні звання Героя Радянського Союзу.